# Annals of Medicine
Annals of Medicine (Ann.Med.) es una revista médica revisada por pares que publica artículos de investigación y reseñas sobre una amplia gama de especialidades médicas, con un enfoque particular en la medicina interna . La revista cubre los avances en la comprensión de la patogenia de las enfermedades y en cómo la medicina y la genética molecular se pueden aplicar en la práctica clínica diaria. La revista es publicada 8 veces al año por Taylor and Francis Group y la editora en jefe es Gail Smith.
Actualmente (2022) es una revista de acceso abierto.

## Indexación y resúmenes
Annals of Medicine está resumido e indexado en Index Medicus, EMBASE, Biological Abstracts, Chemical Abstracts, Current Awareness in Biological Sciences, Current Contents /Clinical Medicine, Current Contents/Life Sciences, Psychological Abstracts, Research Alert y Science Citation Index.